# The New York Sun
The New York Sun war eine am 16. April 2002 gegründete Tageszeitung mit Sitz in New York City, die fünf Mal pro Woche (Montag bis Freitag) erschien. Mit der Zeitung gleichen Namens, die zwischen 1833 und 1950 erschien, hatte sie nichts gemeinsam. Die Zeitung stellte zum 30. September 2008 infolge der Finanzkrise in den Vereinigten Staaten ihr Erscheinen ein.